# Ruse (revista em quadrinhos)
Ruse é uma série de revistas em quadrinhos publicada originalmente pela editora americana CrossGen entre 2001 e 2003, quando a editora decretou falência. Mark Waid escreveu 12 das 26 edições então publicadas, o que lhe rendeu uma indicação ao Eisner Awards na categoria "Melhor Escritor" em 2002, ano em que a série foi também indicada às categorias "Melhor Série" e "Melhor Nova Série". A série foi ilustrada por Butch Guice, indicado ao Eisner de "Melhor Desenhista" por seu trabalho.